# Warsawpack
Warsawpack war eine kanadische Indie-Rock-Musikgruppe. Ihre Musik stellt eine Mischung aus den Genres Jazz, Hip-Hop, Groove und Rock dar. Sie wurde im Juli 1999 in Hamilton, Kanada gegründet. 2004 löste sich Warsawpack auf.

## Besetzung
- Lee Raback (Gesang)
- Ajit Rao (Gitarre)
- Jaroslav Wassman (E-Bass)
- Simon Oczkowski (Flöte und Saxophon)
- Adam Bryant (Saxophon)
- Aaron Sakala (Turntablism)
- Matt Cormier (Schlagzeug)

## Diskografie
- Gross Domestic Product (2002) (G7 Welcoming Committee Records)
- Stocks and Bombs (2003) (ebenfalls G7 Welcoming Committee Records)